# فلاديسلاف كوالسكي (ممثل)
فلاديسلاف كوالسكي (بالبولندية: Władysław Kowalski)‏ هو ممثل بولندي، ولد في 24 فبراير 1936 في بولندا، وتوفي في 29 أكتوبر 2017 بسبب نوبة قلبية.

## وصلات خارجية
- فلاديسلاف كوالسكي على موقع IMDb (الإنجليزية)
- فلاديسلاف كوالسكي على موقع قاعدة بيانات الأفلام العربية
- فلاديسلاف كوالسكي على موقع ألو سيني (الفرنسية)
- فلاديسلاف كوالسكي على موقع أول موفي (الإنجليزية)
- فلاديسلاف كوالسكي على موقع قاعدة بيانات الأفلام السويدية (السويدية)
- فلاديسلاف كوالسكي على موقع ديسكوغز (الإنجليزية)
- فلاديسلاف كوالسكي على موقع قاعدة بيانات الفيلم (الإنجليزية)
- فلاديسلاف كوالسكي على موقع كينوبويسك (الروسية)